# Jacques Cambry
Jacques Cambry, né le 2 octobre 1749 à Lorient (Morbihan) et mort le 30 décembre 1807, 32 rue Neuve-des-Mathurins à Paris 1e, est un écrivain, historien et archéologue amateur, fondateur de l'Académie Celtique.

## Biographie
Fils de Gilles Cambry (1709-1778), constructeur de navires à la Compagnie des Indes et de Renée Le Houx (1722-1775), Jacques Cambry est aussi petit-fils de Gilles Cambry (1675-1739), constructeur de navires à la Compagnie des Indes et de Jacques Le Houx, conseiller du roi, maire et colonel commandant la ville d'Hennebont. Son père lui ayant fait donner une instruction très complète dans l'ordre des sciences, des lettres et des arts, il commence, en 1766, le cursus qui devait en faire un ingénieur mais, nommé sous-ingénieur à Brest, il démissionne en 1771 et se met alors à voyager pour le compte de la Compagnie des Indes : Saint-Domingue d’abord puis un séjour prolongé aux Indes, notamment à Pondichéry, Surate et dans d’autres comptoirs ou principautés puis en Angleterre, en Allemagne et en Suisse. Il se passionne ensuite pour les arts, en particulier pour l'art antique lors d'une studieuse exploration de l'Italie. Ainsi doté d'une grande culture classique et grand connaisseur de la peinture européenne, il se fait remarquer par un essai sur Poussin, paru en 1783 et réédité en l'an VII. Après avoir pris l'habit ecclésiastique sans entrer dans les ordres, Cambry devient précepteur chez Claude Denis Dodun, un directeur de la Compagnie des Indes dont il épousera la veuve, Louise-Julie Bourgeois, le 24 juin 1797. 
Jacques Cambry est nommé receveur général des États de Bretagne, puis, en 1792, procureur de la commune de Lorient, puis en 1794, président du district de Quimperlé. Le département du Finistère lui confie la mission de recenser l'état du département. À ce titre, il effectue en 1794-1795 un voyage dans le Finistère afin de visiter les dépôts de biens confisqués à la noblesse et aux couvents, sur lesquels il publie un rapport en 1799. Il est nommé en 1799 directeur du lycée Louis-le-Grand et administrateur du département de la Seine. Partant d'une idée sur le respect des morts, à la fois philosophique et sociologique, il propose dans son rapport de 1799 un véritable plan urbanistique et architectural, fortement marqué par l'Antiquité, et un nouveau lieu nommé le «champ de repos». Il est ensuite nommé en 1800 préfet du département de l'Oise par Napoléon. Il y effectue une profonde réforme des circonscriptions cantonales.
Pétri d'une culture classique dont il émaille ses observations, prenant pour modèle Pausanias, Cambry se révèle un observateur curieux et scrupuleux, portant autant d'intérêt au commerce, à l'agriculture, à l'industrie, à l'état des routes qu'à l'histoire et à la langue, à la musique et à la danse, annonçant par là les collectes à venir de Hersart de la Villemarqué et de Luzel. Il est notamment chargé d'établir le catalogue des «objets échappés au vandalisme révolutionnaire» dans sa région. Convaincu de la grandeur des Gaulois, et notamment de leur druides, il s'attache à les réhabiliter. Le 30 mars 1804, avec Jacques Le Brigant, il fonde l'Académie Celtique qu'il présidera jusqu'à sa mort en 1807, n'échappant pas aux dérives de la celtomanie. Il décrit ainsi plusieurs monuments mégalithiques situés dans le Finistère, qu'il qualifie à tort de «druidiques» ou «celtiques» ayant selon lui des fonctions astrologiques, et contribue à diffuser la théorie, promise à un grand succès, selon laquelle les dolmens seraient des autels sur lesquels les druides sacrifiaient des victimes humaines (les ossements retrouvés sur place en témoignant).
Jacques Cambry meurt à son domicile parisien d'une attaque d'apoplexie; sa dépouille est recueillie par son beau-fils et ancien élève, Alexis Dodun de Kéroman de Neuvry, alors entreposeur général des Tabacs à Bièvres, ville dont il est maire de 1808 à 1819. 

## Publications
- Traces du Magnétisme, La Haye, 1784.
- Contes et proverbes, suivis d'une notice sur les troubadours, 1784, Amsterdam, 1787. La première édition est de 1784. L'édition de 1787 semble être une remise en vente de l'originale. C'est un petit volume de contes et d'anecdotes puisées chez Claude Fauchet, Étienne Pasquier, Nostradamus, Le Grand d'Aussy, Jean-Baptiste de La Curne de Sainte-Palaye et de Millot.
- Promenades d'Automne en Angleterre, 1787.
- Rapport sur les sépultures, présenté à l'administration centrale du département de la Seine, Paris, Pierre Didot l'Aîné, an VII 1799. Constatant l'état désastreux des cimetières à la fin de la période révolutionnaire, il propose un renouvellement profond de la façon dont sont conçues les sépultures. « Le respect pour les morts tient plus qu"on ne le pense communément à l'ordre social ».
- Essai sur la vie et sur les tableaux du Poussin, Pierre Didot l'Aîné, an VII. 1799.
- Voyage dans le Finistère ou État de ce département en 1794 et 1795. Imprimerie-Librairie du Cercle Social, An VII 1799 (réédition "Société archéologique du Finistère", Quimper, 1999 [ (ISBN 2-906790-04-4)]). Le voyage auquel nous convie l'auteur va bien au-delà des limites géographiques du Finistère. À l'origine Rapport sur l'état du département, réalisé au lendemain des événements révolutionnaires, il a été décrit à un moment charnière de l'histoire de France, entre Ancien Régime et temps modernes. Il se fait le porte-parole des espoirs du moment, mais ne passe pas pour autant sous le silence les dérives des premiers temps de la République.
  - Tome premier
  - Tome second
  - Tome troisième
- Voyage Pittoresque en Suisse et en Italie, Paris, Jansen, an IX (1801).
- Description du département de l'Oise en deux volumes, Imprimerie de P. Didot L'ainé, an XI. 1803, dessins de Thomas-Charles Naudet. (Planches consultable sur Gallica)
- Monuments celtiques, ou recherches sur le culte des pierres, Précédées d'une Notice sur les Celtes et sur les Druites, et suivies d'Étymologies celtiques, Paris, chez Mad. Johanneau, Libraire, Palais du Tribunat, An XIII 1805
- Voyage dans le Finistère. Nouvelle édition, accompagnée de notes historiques, archéologiques, physiques et de la flore et de la faune du département par M. le Chevalier de Fréminville. Lefournier, Brest, 1836.
- Catalogue des objets échappés au vandalisme dans le Finistère, dressé l'An III, Caillière, Rennes, 1889.

## Postérité
- En Bretagne, au moins cinq rues portent son nom, d'après Les Noms qui ont fait l'histoire de Bretagne, 1997. Une rue porte son nom a Quimperlé par exemple
- À Beauvais, préfecture de l'Oise, une salle à la préfecture et au MUDO - Musée de l'Oise ainsi qu'une rue lui rendent hommage pour son action en tant que préfet de l'Oise et son ouvrage Description du département de l'Oise en deux volumes.